# 枫香小钩丝壳
枫香小钩丝壳（学名：Uncinuliella liquidambaris）是属于白粉菌目白粉菌科小钩丝壳属的一种真菌，寄生在枫香树属植物上。该种分布于中国。